# Abrigramma
Abrigramma is een uitgestorven geslacht van netvleugeligen, behorende tot de familie der Kalligrammatidae. Het geslacht werd voor het eerst beschreven door Qiang Yang in 2014, naar een fossiel dat gevonden werd in Pingquan in de provincie Hebei in China. De enige soort die tot het geslacht behoort is Abrigramma calophleba. Deze soort leefde tijdens het Krijt.

## Etymologie
De naamgevers leiden de geslachtsnaam af van het Franse woord abri en een Grieks woord gramma. Het achtervoegsel gramma wordt gebruikt voor de namen van veel soorten die tot de familie der Kalligrammatidae behoren. Het woord abri betekent "schuilplaats" of "onderdak", en is afkomstig van het Latijnse woord apricum, dat "open ruimte" betekent. Dit verwijst naar de opengeslagen vleugels van het dier. De oorspronkelijke naamgevers vertalen het woord gramma met "lined" of "written", echter het Oudgriekse woord γράμμα (gramma) is een zelfstandig naamwoord dat onder andere inkrassing of teken kan betekenen. Met de vermeende betekenis van gramma verwijzen de naamgevers opnieuw naar de vleugels van het dier, die eruitzien als de pagina's van een oud manuscript.
De soortnaam van de enige soort die tot het geslacht Abrigramma behoort, A. calophleba, is volgens de naamgevers afgeleid van de Griekse woorden kalos en phleba. Het woord kalos betekent "mooi", en het woord phleba zou  "nerf" betekenen. De vorm φλέβα (phleba)  is echter een vorm uit het Nieuwgrieks, terwijl φλέψ (phleps) de correcte vorm in het Oudgrieks is.

## Geschiedenis en classificatie
Er is één holotype bekend van de enige soort die tot het geslacht behoort. Het werd aangetroffen in de Yixian-formatie in Pingquan nabij Chengde, in de Chinese provincie Hebei. Deze Yixian-formatie werd gevormd in het onder-Krijt en is een Lagerstätte die bestaat uit basalt en klastisch afzettingsgesteente dat siliciumdioxide bevat. Het hierin aangetroffen holotype-exemplaar is zeer goed bewaard gebleven: zowel de voorvleugels als de achtervleugels zijn bijna helemaal intact. Echter, delen van het lijfje zelf ontbreken. Het bewaard gebleven gedeelte van de voorvleugel is 73 millimeter lang en heeft een breedte van 44 millimeter. Het bewaard gebleven gedeelte van de achtervleugel is 45 millimeter lang en 41 millimeter breed. Het holotype heeft de identificatiecode CNU-NEU-HP2009-001P/C meegekregen.
Het geslacht is ingedeeld bij de uitgestorven familie der Kalligrammatidae, die op hun beurt weer bij de orde der netvleugeligen horen. Het geslacht werd bij deze familie ingedeeld op basis van een aantal kenmerkende onderscheidingstekens: het dier heeft grote voorvleugels en het gedeelte van de vleugels dat het eerst wind vangt is vrij groot. Ook de achtervleugels zijn groter dan normaal en ook hier is het gedeelte van de vleugels dat het eerst wind vangt aantoonbaar groter dan dat van vertegenwoordigers van aanverwante families.
Het patroon van de nerven in de vleugels komt overeen met die van andere leden van de familie der Kalligrammatidae.

## Morfologie
A. calophleba was een behoorlijk groot insect dat qua uiterlijk en ecologische niche op een vlinder leek, maar daar niet aan verwant was. Net als vlinders hadden A. calophleba en de andere Kalligrammatidae een proboscis en schubben op de vleugels. Ook heeft A. calophleba oogvlekken met sommige vlindersoorten gemeen. Deze eigenschappen zijn echter onafhankelijk van elkaar ontwikkeld in zowel de Kalligrammatidae als in vlinders, en zijn dus een treffend voorbeeld van convergente evolutie.
Het mondgedeelte van A. calophleba is opgebouwd uit een lange, stevige proboscis en voelorganen (palpi). De antennes zijn draadvormig. Het borststuk van A. calophleba heeft een korte, trapeziumvormige prothorax en een peervormige mesothorax die breder is dan de prothorax. De linkervoorpoot van het holotype is bijna volledig intact. Het laatste gedeelte van deze voorpoot is opgebouwd uit vijf segmenten (tarsa). De vleugels en het gehele lijf zijn bedekt met een dikke laag borsteltjes, zogeheten setae.